# Gavarret (Landes)
Gavarret (en francès Gabarret) és un municipi francès situat al departament de les Landes i a la regió de la Nova Aquitània.
Fou el centre del vescomtat de Gabardà

## Demografia
| 1962                                       | 1968  | 1975  | 1982  | 1990  | 1999  | 2007  |
| ------------------------------------------ | ----- | ----- | ----- | ----- | ----- | ----- |
| 1.330                                      | 1.463 | 1.403 | 1.381 | 1.335 | 1.296 | 1.208 |
| Des de 1962: població sense dobles comptes |       |       |       |       |       |       |

## Administració
| Període   | Identitat          | Partit |
| --------- | ------------------ | ------ |
| 1998-2001 | André Poras        | PS     |
| 2001-2008 | Raymond Filhol     | PS     |
| 2008-     | Jean-Jacques Dulin |        |